# Шкала Таннера

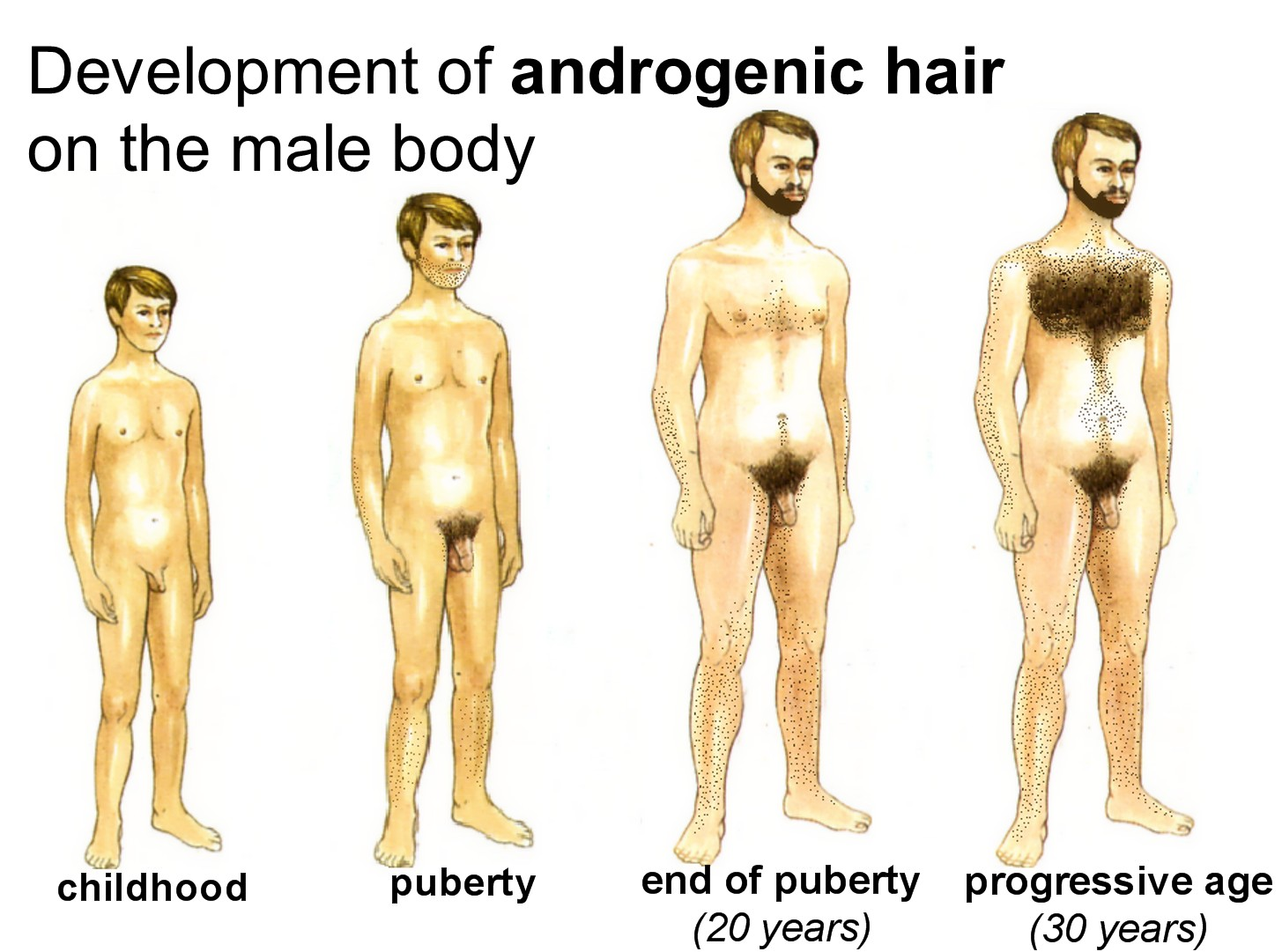
Изменение волосяного покрова у мужчин.

Шкала Таннера или Стадии Таннера (англ. Tanner scale или англ. Tanner stages) — разработанная в 1969 году британским педиатром Джеймсом Таннером шкала, описывающая половое созревание детей, подростков и взрослых.
Стадии Таннера основаны на физическом наблюдении изменений внешних первичных и вторичных половых признаков, таких как изменение размеров груди, мужских и женских половых органов и развитие волос на лобке.
В зависимости от естественных особенностей, люди проходят через стадии Таннера с разной скоростью, в зависимости, в частности, от сроков полового созревания.
Методология Таннера используется при судебных экспертизах по делам о детской порнографии, несмотря на то, что подобное её применение оспаривалось автором и было подвергнуто критике независимых экспертов.

## Шкала Таннера

### Мужчины
Таблица адаптирована с учётом различных источников:
| Изображение | Наружные половые органы, признаки | Лобковое оволосение, признаки                      | Объем яичек, куб см (среднее±стандартное отклонение) | Средний возраст, годы |
| --- | --- | -------------------------------------------------- | ---------------------------------------------------- | --------------------- |
| | Яички, мошонка и половой член имеют такие же размеры и пропорции, как в раннем детстве.                                                                  | Отсутствует. На животе могут быть пушковые волосы. | 4,98±3,62                                            | Препубертатный период |
| Мошонка и яички увеличиваются; кожа мошонки утолщается и приобретает красноватый цвет.                                                    | Редкие, длинные, тонкие прямые или слегка вьющиеся, слабо пигментированные волосы; главным образом у корня полового члена.                               | 6,74±3,54                                          | 11,70±1,30                                           |                       |
| Половой член удлиняется и несколько утолщается; яички и мошонка увеличиваются.                                                            | Волосы темнеют утолщаются , становятся вьющимися и распространяются на лобок.                                                                            | 14,68±6,32                                         | 13,20±0,80                                           |                       |
| Половой член удлиняется и утолщается, формируется головка полового члена; яички и мошонка продолжают увеличиваться; кожа мошонки темнеет. | Как у взрослых, но не распространяется на внутреннюю поверхность бёдер.                                                                                  | 20,13±6,17                                         | 14,70±1,10                                           |                       |
| Выглядит как у взрослых. | Как у взрослых: в виде перевёрнутого треугольника, распространяется на внутреннюю поверхность бёдер, но не распространяется вверх по белой линии живота. | 29,28±9,10                                         | 15,50±0,70                                           |                       |

### Женщины
Таблица адаптирована с учётом различных источников:
| Изображение | Развитие грудных желез, признаки                                                                                          | Лобковое оволосение, признаки     | Средний возраст, годы  |
| --- | --- | --------------------------------- | ---------------------- |
| | Препубертатное; железистая ткань отсутствует; диаметр ареолы менее 2 см; ареолы бледно окрашены; увеличение только соска. | Препубертатное; отсутствие волос. | Препубертатный период. |
| Появление железистой ткани молочных желез; уплотнение грудных желез заметно или пальпируется; железа начинает выступать над поверхностью грудной клетки; увеличение диаметра ареол. | Редкие волосы, длинные, прямые или слегка вьющиеся, минимум пигментированных волос, в основном на половых губах.          | 10,50-11,50                       |                        |
| Дальнейшее увеличение грудных желез и ареол без выделения их контуров; молочные железы и ареолы выступают в виде конуса, без границы между ними; появляется окрашивание ареолы.     | Более тёмные и грубые волосы, распространяющиеся по лобку.                                                                | 12,00-12,50                       |                        |
| Выступание ареолы и соска над грудной железой; ареола интенсивно окрашена, выступает в виде второго конуса над тканью молочной железы.                                              | Густые, взрослого типа волосы, не распространяющиеся на медиальную поверхность бёдер.                                     | 13,00-13,50                       |                        |
| Взрослые контуры грудной железы с выступанием только соска; контур между тканью молочной железы и ареолой сглажен.                                                                  | Волосы взрослого типа, распространяющиеся в форме классического треугольника.                                             | 14,00-15,00                       |                        |

## Использование шкалы Таннера в судебной экспертизе
Методика Таннера применяется для целей определения возраста детей, участвовавших в съёмках детского порно.
Сам автор методики отрицательно относился к подобной практике утверждая, что стадии классификации могут в значительной мере не совпадать с хронологическим возрастом и таким образом не могут являться диагностическими для оценки возраста.
В 2010 году разгорелся скандал, в котором правительственные эксперты утверждали, что актриса порнофильмов Люп Фуэнтес (англ. Lupe Fuentes) несовершеннолетняя.
В результате, Фуэнтес лично явилась в суд и предоставила свои документы, подтверждающие, что съёмки DVD были произведены законно.
В 2012 году группа детских эндокринологов из Университета Флориды в Гейнсвилле применила используемую судебными экспертами технологию для определения возраста моделей из журнала Playboy.
Для целей эксперимента они выбрали 547 крупных снимков женского бюста из журнала.
Оказалось, что, по шкале Таннера, многих моделей популярного издания нужно отнести к незрелым девочкам, а не взрослым женщинам.
Из результатов исследования следует, что часть выводов судебных экспертов, вероятно, была ошибочной и могла привести к несправедливым приговорам.
Результаты эксперимента, опубликованные в журнале Pediatrics, не были в должной мере оценены специалистами по детской порнографии.